# Murtal Schnellstraße
Droga ekspresowa S36 (niem. Murtal Schnellstraße S36) – droga ekspresowa w Austrii, w kraju związkowym Styria, o długości około 58 km.